# Milena Mrazović
Milena Mrazović (nakon udaje Milena Theresia Preindlsberger von Preindlsperg; Bjelovar, 28. prosinca 1863. – Beč, 20. siječnja 1927.), bosanskohercegovačka je novinarka, spisateljica i skladateljica hrvatskog podrijetla.
Bila je prva bosanskohercegovačka novinarka i skladateljica prvih klasičnih kompozicija, ali je i dalje najpoznatija po putopisima koje je napisala tijekom svojih dugih putovanja. Dok je jahala kroz udaljena planinska sela, bilježila je bosansku usmenu tradiciju i sakupljala tradicionalne nošnje, radeći vrijednu kolekciju. Zaslužna je za predstavljanje Bosne i Hercegovine, u kojoj je živjela četrdeset godina, njemačkom govornom području.

## Životopis
Rođena je 28. prosinca 1863. godine u Bjelovaru. Pripadala je hrvatskoj obitelji srednje klase. Otac joj je bio državni službenik. Školovala se u Budimpešti. Preselila se sa svojom obitelji u Banja Luku 1878. godine, gdje je njen otac dobio posao u administraciji, a nekoliko tjedana nakon toga Austro-Ugarska je anektirala Bosnu i Hercegovinu. Slijedeće godine preselili su se u Sarajevo.

### Glazba
Kao pijanistica i skladateljica, sudjelovala je na prvom koncertu klasične glazbe u Bosni i Hercegovini, koji je u Banja Luci održan u svibnju 1881. u čast rođendana Stephanie od Belgije, supruge Rudolfa, prijestolonasljednika Austro-Ugarske. Između 1879. i 1882. godine Milena Mrazovi skladala je marš Württemberg u čast vojvode Williama od Württemberga, tadašnjega guvernera Bosne i Hercegovine.

### Novinarstvo
Od 1884. do 1885. godine podučavala je francuski jezik djevojke u školi časnih sestara u Sarajevu. Istovremeno, vježbala je spisateljski i novinarski rad. Njen prvi članak objavljen je na njemačkom u „Neue Augsburger Postzeitung”. Godine 1884. počela je pisati u novinama „Bosnische Post” na njemačkom jeziku. Eugen von Topfer, koji je iz Beča došao u Sarajevo 1881. godine, kupio je te novine 1886. Ubrzo nakon što su se zaručili, smrtno se razbolio. Proglasio je Milenu Mrazović jedinom nasljednicom, a preminuo je 1889. godine. Ubrzo nakon toga, u rujnu 1889, vlada Bosne i Hercegovine dala joj je dozvolu, da nastavi izdavanje „Bosnische Post”. Postala je prva žena glavna urednica, vlasnica novina, kao i prva profesionalna novinarka u Bosni i Hercegovini.
Postala je i izvjestiteljica „Telegrafa”, urednica radio vijesti i suradnica novina na njemačkom jeziku. Članci su joj objavljivani pod pseudonimom Milan. Međunarodni mediji pohvalili su njen uspjeh 1894. godine, kada su njene novine proslavile desetogodišnjicu, naglašavajući da žene u Bosni i Hercegovini nisu tada sudjelovale u javnom životu. Godine 1893. – 1894. sagradila je stambeni blok s uredima za novine i tisak. Njena prva knjiga, zbirka romana pod nazivom „Selam”, inspirirana muslimanima u Bosni i Hercegovini, objavljena je 1893. godine. Knjiga je vrlo dobro prihvaćena od strane kritičara, a Milena Mrazović počela je tiskati pjesme Grge Martića u svojoj tiskarskoj radnji.
Njene novine bile su pod državnom koncesijom, ali ona se u svojim člancima odbila prikloniti volji vlade. Sarajevski komesar opisao ju je kao ,,nepodnošljivu ženu koja spletkari, koja je pod utjecajem groznih zabluda i obično je u više ili manje histeričnom stanju, u vezi s višestrukim, ponekad presudnim državnim pitanjima".
Živjela u stanu iznad svoje tiskare do 1896. godine, kada je prodala „Bosnische Post”, kao i tiskaru, i udala se za  Josefa Preindlsbergera, liječnika Austrijanca u Sarajevu. Nastavila je pisati knjige i članke za europske novine, pokrivajući važne događaje poput krize u državi, ubojstva Franje Ferdinanda i suđenja Gavrilu Principu.

### Etnografija
Zanimala ju je etnografija. Bila je jedna od osnivača Zemaljskog muzeja Bosne i Hercegovine 1888. godine i redovno ga je posjećivala. Godine 1889. postala je prva žena koja je primljena u Antropološko društvo u Beču. U veljači 1896. godine, na poziv etnografskog društva, održala je prvo predavanje o Bosni i Hercegovini u Beču.
Kao spisateljica putopisa, predstavila je Bosnu i Hercegovinu njemačkom govornom području. U pratnji slikara Augusta Bocka, na konju je putovala širom Bosne i Hercegovine. Stizala je do vrlo udaljenih mjesta, snimala narodne priče, zagonetke, običaje i recepte. Na tim putovanjima sakupljala je i klasificirala tradicionalne nošnje. Dvije njene putopisne knjige objavljene su u Innsbrucku: „Bosnisches Skizzenbuch” 1900. godine, a potom 1905. zbirka narodnih priča pod nazivom „Bosnische Ostbahn”.

### Smrt i naslijeđe
Tijekom Prvog svjetskog rata, u pratnji supruga liječnika odlazi u Srbiju, Crnu Goru, Albaniju i Italiju, pomažući mu kao medicinska sestra. Austro-Ugarska je poražena i tako je Bosna i Hercegovina postala dio Kraljevine Jugoslavije. Milena i njen suprug deportirani su u Austriju, koju je smatrala "stranom zemljom". Već je bila teško bolesna kad je održala svoje posljednje predavanje o Bosni i Hercegovini, 19. lipnja 1927. godine.
Nakon Drugog svjetskog rata, jedan od njenih dva sina donio je etnografsku zbirku svoje majke i poklonio Zemaljskom muzeju u Sarajevu, onako kako je to ona željela. Danas njena djela, gotovo sva pisana na njemačkom jeziku, malo su poznata u Bosni i Hercegovini.

## Vanjse povezice
- Milena Mrazović – prva bh. novinarka i "slavna bosanska spisateljica"